# Råneå socken
Råneå socken ligger i Norrbotten och är sedan 1971 en del av Luleå och Bodens kommuner, från 2016 inom Råneå respektive Gunnarsbyns distrikt.
Socknens areal var den 1 januari 1961 2 237,04 kvadratkilometer, varav 2 076,71 km² land. År 2000 fanns här 5 152 invånare. Tätorten Jämtön, småorten Gunnarsbyn samt tätorten och kyrkbyn Råneå med sockenkyrkan Råneå kyrka ligger i socknen.

## Administrativ historik
Socknen bildades 25 mars 1642 som en utbrytning ur Luleå socken.
Vid kommunreformen 1862 överfördes ansvaret för de kyrkliga frågorna till Råneå församling och för de borgerliga frågorna till Råneå landskommun. 1962 utbröts Gunnarsbyns församling. Landskommunen delades 1967 då delen motsvarande Gunnarsbyns församling fördes till Bodens stad, resterande del motsvarande Råneå församling uppgick sedan 1969 till Luleå stad.
1 januari 2016 inrättades distrikten Råneå och Gunnarsbyn, med samma omfattning som motsvarande församlingar hade 1999/2000 och fick 1962, och vari detta sockenområde ingår.
Socknen har tillhört fögderier, tingslag och domsagor enligt vad som beskrivs i artikeln Norrbotten. De indelta soldaterna tillhörde Norrbottens regemente.

## Geografi
Råneå socken ligger vid kusten kring Råneälven och Vitån och sjöarna Degervattnet och Degerselet. Socknen har dalgångsbygd utmed älvarna och vid kusten och är i övrigt en myrrik skogsbygd med höjder som i nordväst i Blåkölen når 418 meter över havet.

## Fornlämningar
Cirka 120 Boplatser från stenåldern och några gravrösen är funna. Cirka 100 fångstgropar har påträffats. Vidare finns lämningar vid samiska flyttningsvägar.
Från nyare tid finns några ruiner efter hyttor och fallhammare, enkannerligen efter Meldersteins bruk.

## Namnet
Namnet (1339 Rano) kommer från kyrkbyn som har sitt namn från Råneälven. Älvnamnet har samiskt ursprung med förleden ráddna, 'kamrat, granne'.

## Befolkningsutveckling
| Befolkningsutvecklingen i Råneå socken 1750–1990                                                                                         | Befolkningsutvecklingen i Råneå socken 1750–1990 | Befolkningsutvecklingen i Råneå socken 1750–1990 | Befolkningsutvecklingen i Råneå socken 1750–1990 | Befolkningsutvecklingen i Råneå socken 1750–1990 |
| --- | ------------------------------------------------ | ------------------------------------------------ | ------------------------------------------------ | ------------------------------------------------ |
| |                                                  |                                                  |                                                  |                                                  |
| År |                                                  |                                                  | Folkmängd                                        |                                                  |
| 1750 | 1750                                             |                                                  | 1 131                                            |                                                  |
| 1760 | 1760                                             |                                                  | 1 325                                            |                                                  |
| 1769 | 1769                                             |                                                  | 1 504                                            |                                                  |
| 1780 | 1780                                             |                                                  | 1 719                                            |                                                  |
| 1790 | 1790                                             |                                                  | 1 924                                            |                                                  |
| 1800 | 1800                                             |                                                  | 2 321                                            |                                                  |
| 1810 | 1810                                             |                                                  | 2 465                                            |                                                  |
| 1820 | 1820                                             |                                                  | 2 769                                            |                                                  |
| 1830 | 1830                                             |                                                  | 3 268                                            |                                                  |
| 1840 | 1840                                             |                                                  | 3 910                                            |                                                  |
| 1850 | 1850                                             |                                                  | 4 643                                            |                                                  |
| 1860 | 1860                                             |                                                  | 5 487                                            |                                                  |
| 1870 | 1870                                             |                                                  | 6 094                                            |                                                  |
| 1880 | 1880                                             |                                                  | 7 135                                            |                                                  |
| 1890 | 1890                                             |                                                  | 7 411                                            |                                                  |
| 1900 | 1900                                             |                                                  | 7 777                                            |                                                  |
| 1910 | 1910                                             |                                                  | 8 137                                            |                                                  |
| 1920 | 1920                                             |                                                  | 8 838                                            |                                                  |
| 1930 | 1930                                             |                                                  | 8 730                                            |                                                  |
| 1940 | 1940                                             |                                                  | 9 087                                            |                                                  |
| 1950 | 1950                                             |                                                  | 8 634                                            |                                                  |
| 1960 | 1960                                             |                                                  | 7 523                                            |                                                  |
| 1970 | 1970                                             |                                                  | 5 663                                            |                                                  |
| 1980 | 1980                                             |                                                  | 5 714                                            |                                                  |
| 1990 | 1990                                             |                                                  | 5 529                                            |                                                  |
| Anm: Tabellen inkluderar Gunnarsbyn. Källor: Umeå universitet - Tabellverket 1749-1859, Demografiska databasen, CEDAR, Umeå universitet. |                                                  |                                                  |                                                  |                                                  |

### Språk och etnicitet
Nedanstående siffror är tagna från SCB:s folkräkning 1900 och visar inte medborgarskap utan de som SCB ansåg vara av "finsk, svensk eller lapsk stam". Siffrorna för 1805-1855 är Tabellverkets statistik och avser endast den samiska befolkningen.
| Årtal | Svenskar | Finnar | Samer | Totalt |
| ----- | -------- | ------ | ----- | ------ |
| 1805  |          |        | 34    |        |
| 1810  |          |        | 19    |        |
| 1815  |          |        | 11    |        |
| 1820  |          |        | 27    |        |
| 1825  |          |        | 100   |        |
| 1830  |          |        | 86    |        |
| 1835  |          |        | 67    |        |
| 1840  |          |        | 44    |        |
| 1845  |          |        | 27    |        |
| 1850  |          |        | 27    |        |
| 1855  |          |        | 42    |        |
| 1860  | 5 392    | 0      | 95    | 5 487  |
| 1870  | 6 071    | 0      | 23    | 6 094  |
| 1880  | 7 067    | 10     | 58    | 7 135  |
| 1890  | 7 313    | 12     | 86    | 7 411  |
| 1900  | 7 694    | 23     | 60    | 7 777  |